# Caroline Paulus
Caroline Elisabeth Paulus, nota anche con lo pseudonimo di Bambou (Villeneuve-sur-Lot, 8 ottobre 1959), è una modella, cantante e attrice francese, nota anche per essere stata l'ultima compagna di Serge Gainsbourg, a partire dal 1981, e la madre del figlio Lucien detto Lulu, nato nel 1986.

## Biografia
Caroline Paulus nasce l'8 ottobre 1959, figlia di un legionario tedesco, nipote del generale della Wehrmacht Friedrich Paulus, ingaggiato in Indocina, e di una cinese o cinese-vietnamita.
Caroline inizia la sua carriera cinematografica nel 1979, nel film L'enfant secret. Appare inoltre nel film tv L'homme sandwich (1979); nei cortometraggi La fin de la nuit (1997), 74 km avec elle (2000) e Helsinki (2013); e nel film L'Intrus (2004).
La Paulus incontra Serge Gainsbourg nel 1980 a l'Élysée Montmartre di Parigi, poco dopo che questi è stato lasciato dalla precedente compagna, l'attrice e cantante Jane Birkin, e diviene il soggetto del suo album fotografico Bambou et les poupées.
Nel 1986 nasce il figlio Lucien, detto Lulu, e per festeggiare l'avvenimento Serge Gainsbourg compone la canzone Lulu che Caroline canta con lo pseudonimo di Bambou nel singolo pubblicato dalla Philips. Sempre sotto l'ala del marito pubblica altri singoli e nel 1989 l'album Made in China.

## Influenze culturali
- Il personaggio di Caroline Paulus appare nel film biografico su Serge Gainsbourg Gainsbourg (vie héroïque) del 2011, dove viene interpretato da Mylène Jampanoï.

## Filmografia parziale
- L'enfant secret (1979)
- L'homme sandwich (1979), film tv
- La fin de la nuit (1997), cortometraggio
- 74 km avec elle (2000), cortometraggio
- L'Intrus (2004)
- Helsinki (2013), cortometraggio

## Discografia parziale

### Album
- 1989 - Made in China (Philips)

### Singoli
- 1986 - Lulu (Philips)
- 1989 - Hey Mister Zippo (Philips)
- 1989 - J'ai pleuré le Yang-Tsé (Philips)
- 1989 - Nuits de Chine (Philips)
- 2001 - Ne dis rien (Virgin), con Lulu Gainsbourg

### Partecipazioni
- 1989 - Il les Fait Chanter con il brano Lulu